# Mala Hrastilnica
Mala Hrastilnica je naseljeno mjesto u Republici Hrvatskoj u Zagrebačkoj županiji. 

## Zemljopis
Administrativno je u sastavu općine Križ. Naselje se proteže na površini od 1,54 km².

## Stanovništvo
Prema popisu stanovništva iz 2001. godine u Maloj Hrastilnici žive 93 stanovnika i to u 30 kućanstava. Gustoća naseljenosti iznosi 60,39 st./km².
| broj stanovnika |       |       |       |       |       |       |       |       | 139   | 133   | 128   | 139   | 116   | 105   | 93    | 91    | 89    |
|                 | 1857. | 1869. | 1880. | 1890. | 1900. | 1910. | 1921. | 1931. | 1948. | 1953. | 1961. | 1971. | 1981. | 1991. | 2001. | 2011. | 2021. |